# 林義傑
林義傑（1976年11月19日—），臺灣長跑運動員、創業家、政治人物，現為中國國民黨籍政治評論家、中國國民黨文傳会义務副主委。

## 生平
林義傑父親林連池出身雲林農家，曾在大同公司擔任維修站長。
自1988年起，以長跑選手蔚為人知，曾參與完成人類第十七次橫渡撒哈拉沙漠、世界四大極地超級馬拉松巡迴賽總冠軍（原為林義傑自封，後被追認為總冠軍。原本的真正總冠軍改稱大滿貫冠軍）、發起「擁抱絲路」計畫，帶團隊穿越絲路等壯舉。
自賽道上退休後，林義傑創立「義傑事業股份有限公司」，並成立運動自由品牌「SUPERACE」運動超馬賽事、「SUPERACE」服飾品牌。
2021年東京奧運期間為運動員及教練發聲「體育專法」保障運動員及相關從業人員權益。並建議成立運動發展部會以正視運動產業及發展經濟趨勢。同年7月成立「真相智財顧問有限公司」。

## 經歷
- 2000年：台北市私立喬治工商體育代課教師
- 2002年－2003年：台北市方濟完全中學體育教師
- 2002年－2009年：台灣耐吉（Nike）簽約選手
- 2002年 第17屆「撒哈拉沙漠七天六夜橫越賽」第12名
- 2003年：第一屆「中國大戈壁七天六夜超級馬拉松賽」第3名
- 2003年：桂光公司簽約選手
- 2004年：「智利阿他加馬寒漠超級馬拉松賽」冠軍
- 2004年－2005年：悍創行銷股份有限公司簽約選手
- 2004年：「中華汽車」運動賽事贊助選手
- 2004年：「亞馬遜叢林七天六夜超級馬拉松賽」第2名
- 2005年：「新東陽、永達保險經紀人、行政院體委會」運動賽事贊助選手
- 2005年：埃及撒哈拉超級馬拉松賽」第2名
- 2006年：「四大極地超級馬拉松巡迴賽」總冠軍，徒步橫越撒哈拉沙漠
- 2006年：創立杰特運動推廣企業社
- 2006年：「中華電信009國際電話」廣告主角
- 2006年：「杰特運動推廣企業社」社長
- 2006年：「Garmin」汽車導航廣告
- 2006年：「中華電信、新東陽、永達保險經紀人、行政院體委會」運動賽事贊助選手
- 2007年：「台鹽海洋微量元素水」代言人
- 2007年：「昌益事業群」代言人
- 2007年：「行政院新聞局國家形像」代言人
- 2007年：「曼秀雷敦男性清潔用品」代言人
- 2007年：「Modern Life能量手鏈」廣告代言人
- 2007年：「吳鳳技術學院體育與運動心理學」講師
- 2007年：「國立中正大學體育」講師
- 2007年：「中華電信、遊戲橘子、永達保險經紀人、Audi利奔汽車、行政院體委會」運動賽事贊助選手
- 2008年：「台糖硯精」代言人
- 2008年：「行政院環保署資源回收環保大使」廣告
- 2008年：「新竹教育大學運動贊助行銷學」講師
- 2008年：「台灣體育運動競技協會」秘書長
- 2008年：帶領國立體育學院學生陳彥博、遊戲橘子創辦人劉柏園參加北極大挑戰（Polar Challenge），以21天的時間完成650km的路程，抵達磁北極。記錄片導演楊力州一路隨行，記錄訓練、冒險過程，完成記錄片征服北極。
- 2008年：杰特運動推廣企業社轉型，創立JMC杰特顧問管理有限公司
- 2009年：創立硬漢聯合股份有限公司
- 2010年：「中華民國建國一百週年」籌備委員
- 2010年：共同發起地球探索保護協會
- 2010年：發起「擁抱絲路」活動。2011年4月20日，率領「擁抱絲路」跑者與隊員自土耳其伊斯坦堡出發，並於9月16日抵達中國西安
- 2011年：擔任九天民俗技藝團「征服撒哈拉計畫」顧問，並親赴撒哈拉沙漠隨團指導[9]
- 2012年：中國戶外雜誌 金犀牛獎 獲得 年度戶外風雲人物 獎
- 2012年：擔任台北市立體育學院 運動行銷研究生講師，極限運動學講師
- 2012年：「臺銀人壽」代言人
- 2012年：「泰山扭轉水飲料」代言人
- 2012年：創立義傑事業股份有限公司（KEVINLIN）[10]
- 2012年8月22日：獲聘為中華民國總統府無給職國策顧問
- 2012年：創立SUPERACE 3天2夜 超馬賽事。台灣第一站。每年一月舉辦。
- 2013年6月24日：自中國大陸與蒙古邊界貝爾湖出發，橫渡戈壁沙漠，抵達中國嘉峪關。全程為3500公里，35天完成
- 2013年：創立SUPERACE 3天2夜 超馬賽事。沙漠站開站。每年九月舉辦。
- 2014年：「DBS星展銀行理財專家」代言人
- 2015年：「Reebok運動健身器材」代言人
- 2015年：擔任大陸地區「知行探索」公司，雲南騰沖國際半程馬拉松顧問及執行團隊。
- 2016年：「MoveFree 營養品」代言人
- 2016年：擔任大陸地區「知行探索」公司，雲南騰沖國際超級越野馬拉松顧問及執行團隊。
- 2016年：創立SUPERACE 3天2夜 超馬賽事。吳哥窟開站。每年12月舉辦。
- 2016年：與台灣設計師成家嘉成立 SUPERACE 運動服飾品牌。
- 2016年：擔任A.A.無添加協會公益顧問
- 2018年：率領團隊與北美馬拉松賽IAAF雙金渥太華馬拉松簽署嘉義阿里山馬拉松姊妹賽事合作。
- 2018年：打造桃園日月光國際半程馬拉松賽事。
- 2018年：打造桃園楓半馬路跑賽事。
- 2019年：打造馬祖軍事越野障礙賽。

### 賽事成绩
- 1988年－台北市越野賽國小組23名
- 1991年－台北市越野賽國中組冠軍
- 1993年－台北市青年盃5000公尺第二名
- 1993年－台北市中學運動會5000公尺、10000公尺冠軍
- 1993年－台北市越野賽高中組冠軍
- 1994年－台北市中學運動會5000公尺、10000公尺冠軍
- 1994年－台北市越野賽高中組冠軍
- 1994年－全國田徑公開賽5000公尺、10000公尺冠軍
- 1994年－台灣區中等學校運動會10000公尺第三名
- 1994年－曾文水庫馬拉松賽男子組第二名
- 1996年－大專運動會馬拉松賽第二名
- 1997年－中正杯田徑賽男子組5000公尺冠軍
- 1997年－台灣區田徑賽10000公尺第四名
- 1997年－Adidas路跑賽男子組第三名
- 1998年－台北國際馬拉松賽100公里國內組冠軍
- 1999年－法國世界杯24小時馬拉松賽-中華台北代表隊
- 2000年－台北國際24小時超級馬拉松賽男子組冠軍
- 2000年－台北國際100公里馬拉松賽男子組冠軍
- 2000年－香港Trailwalker 100Km Mixed冠軍
- 2002年－台北國際100公里馬拉松賽男子組冠軍
- 2002年－「撒哈拉沙漠七天六夜橫越賽」第12名（亞洲選手歷年最高名次）
- 2003年－「中國大戈壁七天六夜超級馬拉松賽」第3名
- 2004年－「智利阿他加馬寒漠超級馬拉松賽」冠軍
- 2004年－「亞馬遜叢林七天六夜超級馬拉松賽」第2名
- 2005年－「埃及撒哈拉超級馬拉松賽」第2名
- 2006年－「南極冰原超級馬拉松賽」第3名
- 2006年－「世界四大極地超級馬拉松巡迴賽」總冠軍
- 2008年－「磁北極冒險挑戰賽」第三名
- 2014年－ 中國實境節目「超級演說家」亞軍
- 2018年－ 香港維多利亞46公里越野賽第6名
- 2025年－「智利阿他加馬寒漠超級馬拉松賽」團體冠軍

## 荣誉

### 中华民国勋章奖章
- 四等景星勋章（2006年3月1日于台北总统府颁授[11][12]）

### 其他
- 2002年－行政院體委會體育菁英獎-挑戰極限獎
- 2002年－台北市立體育學院傑出校友
- 2004年－行政院體委會體育菁英獎-最佳運動精神獎
- 2005年－台北市立瑠公國中傑出校友
- 2005年－94年度蔡萬霖國泰基金會獎學金當選人
- 2005年－獲全國優秀大專青年獎
- 2006年－獲救國團頒發青年獎章
- 2006年－第44屆中華民國十大傑出青年當選人
- 2007年－新聞局邀請擔任國家形象代言人
- 2014年－中國《超级演说家》第二季亞軍
- 2017年－國際金點設計獎標章『SUPERACE 咖啡紗刷毛跑步外套』獲獎
- 2021年－擔任中國國民黨文傳會義務副主委[13]

## 事件及爭議
2022年3月，林義傑在「義傑事業股份有限公司」同個地址成立「好鑽有限公司」。林義傑的真相公司在一年內提告800餘件近似案件，不同案件的告訴狀僅修改IP位置，其餘內容相同。同年4月，林義傑遭臺灣臺北地方檢察署傳喚，針對所獲授權影視遭網友下載而大量提出告訴一事進行說明；5月公開發文批評政府，6月因同一案件遭檢方搜索拘捕。林義傑對此指為執政者「查水表」，9月遭檢方因違反「律師法」起訴。
2022年6月，林義傑旗下「真相智財顧問有限公司」涉嫌包攬訴訟案，8日遭檢警搜索拘捕。據報導，檢警調查「真相智財顧問有限公司」涉嫌與甲上影視等業者合作，非法包攬訴訟，先自國外取得未在台灣公開播映的電影授權後，利用BT軟體上傳電影的下載種子「釣魚」，等網友上鉤下載之後，再根據下載者的IP向檢警單位提告，迫使網友們選擇和電影版權公司和解。
臺灣臺北地方檢察署指揮保安警察第二總隊兵分二路搜索，約談林義傑及真相智財顧問有限公司代表人許仁泰及邱瀚三人，訊後依違反《律師法》及《刑法》包攬他人訴訟罪，諭令林義傑新臺幣20萬元交保。對此，林義傑喊冤「做正義的事情然後被列為嫌疑犯人」，認為自己沒有違法卻遭到「查水表」。
基隆市政府原接受超馬好手林義傑邀請，擔任2022年7月2日在基隆舉辦的綠能馬拉松指導單位。但因林涉入版權法律訴訟爭議事件，基隆市政府在6月24日晚間宣布已請主（承）辦單位評估停辦事宜。主辦單位也已在活動官網公告「賽事取消聲明」，並向報名者致歉。
2024年8月27日，林義傑遭控當「著作權蟑螂」一案，於2022年遭到檢方依《律師法》、《刑法》包攬訴訟罪追加起訴。臺灣臺北地方法院於27日做出一審判決，判處林義傑10月有期徒刑，全案可上訴。

## 作品節選

### 書籍
- ——; 曾文祺. . 二魚文化. 2004年. ISBN 9789867642370.
- ——; 曾文祺. . 卓越創意文化. 2005年. ISBN 9789868098176.
- ——; 曾文祺. . 二魚文化. 2006年. ISBN 9789867237460.
- 林義傑等. . 時報文化. 2008年. ISBN 9789571348711.
- ——. . 布克文化. 2008年. ISBN 9789867010773.
- ——; 曾文祺. . 布克文化. 2009年. ISBN 9789867010926.
- ——. . 推守文化創意. 2011年. ISBN 9789866570599.
- ——. . 帕斯頓數位多媒體. 2018年. ISBN 9789869670630.
- ——; 趙心屏. . 日日幸福事業. 2019年. ISBN 9789869636940.

### 歌詞
- 〈夢想啟動〉，收錄於周杰倫2012年專輯《十二新作》

### 主持
| 年份             | 播出頻道 | 節目名稱                     |
| 2008年8月1日開播 | 公視     | 青少年運動節目《義傑體育課》 |

### 電視
| 年份   | 節目名稱                 | 監製   |
| 2016年 | 《追日者》               | 林義傑 |
| 2020年 | 《我的婆婆怎麼那麼可愛》 | 徐秋華 |
| 2022年 | 《超級王牌棒球隊》       | 民視   |
| 2022年 | 《納米比亞的呼喚》       | 林義傑 |

### 電影
| 年份   | 片名               | 角色       | 備註                                                   |
| 2008年 | 《》               |            | 導演：詹姆士·摩爾，马特·戴蒙製作及演出，LivePlanet出版 |
| 2009年 | 《征服北極》       |            | 導演：楊力洲                                           |
| 2013年 | 《天台》           | 記者(客串) | 導演：周杰倫                                           |
| 2016年 | 《一萬公里的約定》 |            | 聯合監製：周杰倫、林義傑                               |

## 外部連結
- 林義傑的Facebook專頁
- 林義傑的Instagram帳戶
- 林義傑在互联网电影资料库（IMDb）上的資料（英文）
- 林義傑在香港影庫上的簡介
- 林義傑在豆瓣上的资料（简体中文）
- 林義傑在时光网上的簡介（简体中文）
- 四大極地超級馬拉松賽官方網站。4 Deserts (2017) Official Website （页面存档备份，存于）
- 四大極地超級馬拉松賽官方成績紀錄。4 Deserts (2017) Official Website （页面存档备份，存于）